# Googolplex
Googolplex (gugolpleks) – liczba, której zapis dziesiętny składa się z jedynki i googola zer, czyli:
{\displaystyle \,\mathrm {googolplex} =10^{10^{100}}.}
Googolplex w zapisie bez wielokrotnego potęgowania to:
1010 000 000 000 000 000 000 000 000 000 000 000 000 000 000 000 000 000 000 000 000 000 000 000 000 000 000 000 000 000 000 000 000 000.
Przyjmuje się, że zapisanie tak dużej liczby w systemie dziesiętnym jako jedynki i ciągu zer jest fizycznie niemożliwe, gdyż liczba jej cyfr dziesiętnych jest większa od liczby dostępnych atomów w znanym nam Wszechświecie, ocenianej na około 1080 (100 tridecylionów atomów).